# Gliese 667 Cb

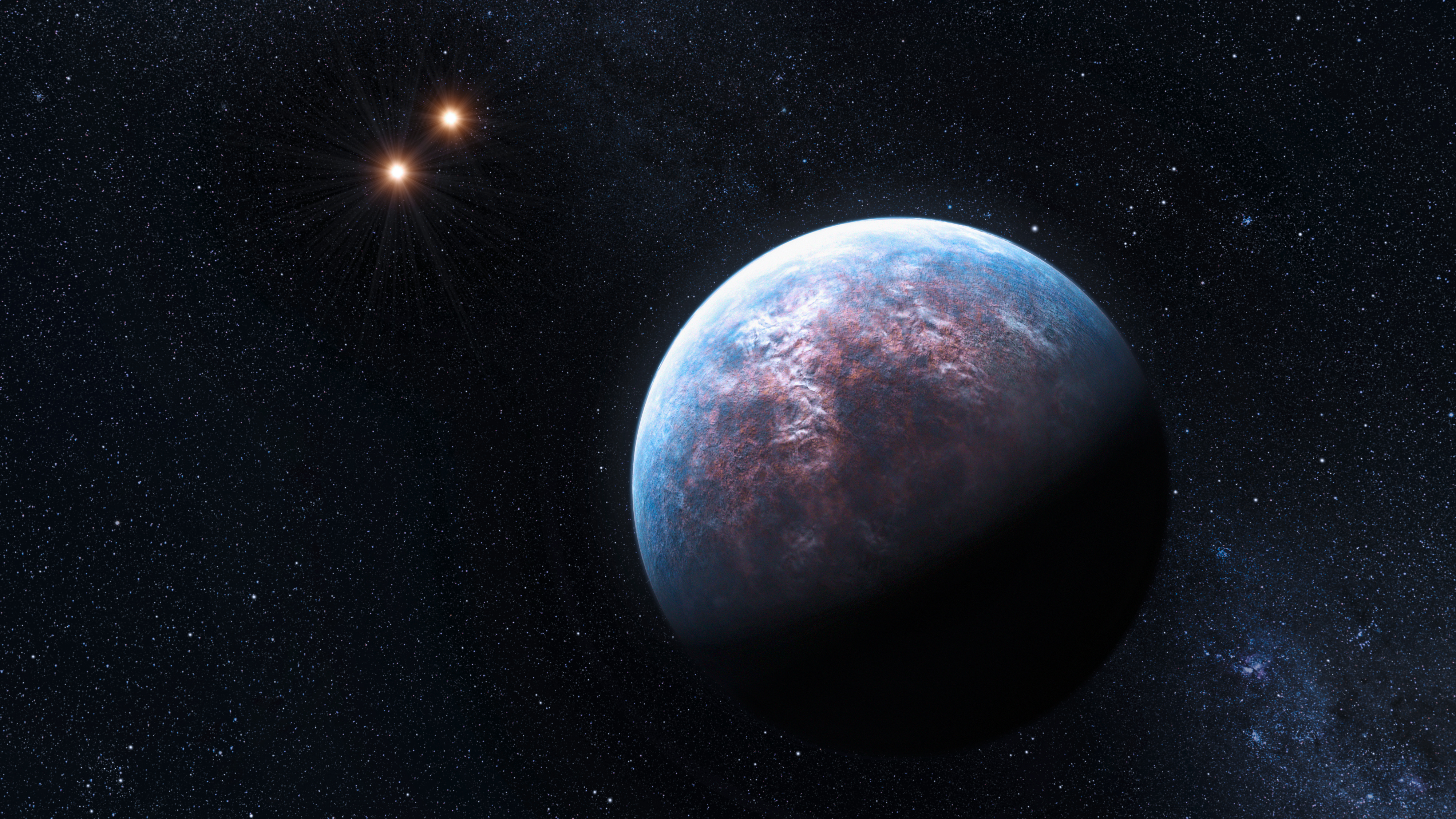
Concepção artística de Gliese 667 Cb com Gliese 667 A e B no fundo.

Gliese 667 Cb é um exoplaneta que órbita a anã vermelha Gliese 667 C, que faz parte do sistema estelar triplo Gliese 667, situado a aproximadamente 23 anos-luz de distância em relação ao Sol, na constelação Scorpius. Este planeta tem uma massa de cerca de 5.7 vezes a da Terra, classificando-se como uma Super-Terra, e tem um período orbital de cerca de uma semana (7 dias), sendo o seu semieixo maior 0,05 UA.